# Jahja Muhammad Abu Tabich
Jahja Muhammad Abu Tabich (ur. 9 października 1980) – jordański zapaśnik walczący w stylu klasycznym. Pięciokrotny uczestnik mistrzostw świata. Zajął szesnaste miejsce w 2011. Srebrny medalista igrzysk azjatyckich w 2006; piąty w 2010 i dziewiąty w 2014. Zdobył cztery brązowe medale na mistrzostwach Azji, w 2007, 2009, 2011 i 2013. Mistrz arabski w 2010, 2013 i 2015. Triumfator igrzysk panarabskich w 2011 i trzeci w 2004 roku.